# The Terminator (игра, Bethesda Softworks)
The Terminator — компьютерная игра по одноименному фильму, выпущенная и изданная компанией Bethesda Softworks для платформы DOS в 1991 году.

## Игровой процесс
Игрок может играть как за Терминатора, так и за Риза. В зависимости от выбранного персонажа, необходимо либо устранить Сару Коннор, либо не допустить её гибели. Игра является одной из первых реализаций концепции открытого игрового мира в сеттинге шутеров от первого лица. В игре воссоздан район Лос-Анджелеса 1984 года, населённый жителями, с магазинами, клиниками, складами, стрелковыми тирами. Игрок может передвигаться по городу как пешком, так и на автомобиле. Для ориентирования на местности бывает часто полезным использовать телефонный справочник.

## Сюжет
2029 год. Искусственный интеллект Скайнет, развязав ядерную войну, осуществляет тотальное уничтожение всего человечества. На протяжении десятилетий люди вели отчаянную борьбу за выживание. Чтобы победить в войне, Скайнет направляет в прошлое, в 1984 год, робота-убийцу Т-800 для устранения Сары Коннор, будущей матери лидера Сопротивления Джона Коннора. Чтобы этого не допустить, Сопротивление отправляет вслед за Терминатором сержанта Кайла Риза. Судьба всего человечества зависит от битвы, которая произойдёт в прошлом.

## Отзывы критиков
Для небольшой Bethesda Softworks игра по лицензии к фильму «Терминатор» стала довольно амбициозным проектом, позволившим компании развить франшизу в полноценную игровую серию, включающую в себя такие известные игры, как The Terminator: Future Shock и The Terminator: SkyNET. В ретроспективном обзоре обозреватель PC Gamer, несмотря на наличие ошибок, короткую продолжительность и медлительность, назвал игру инновационной, многие идеи которой опередили своё время на многие годы.